# Big Bird

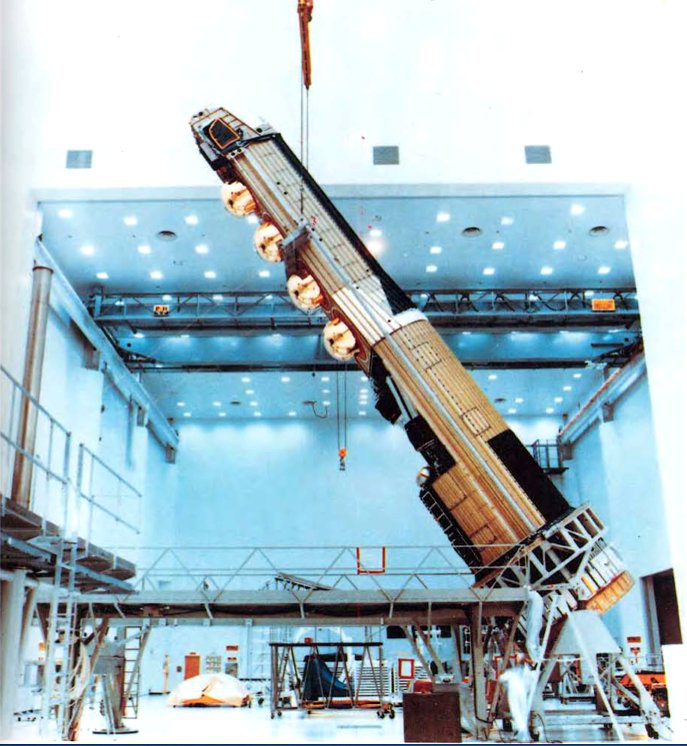
Satelit Big Bird během předstartovních příprav

Big Bird, známý také jako KH-9 Hexagon byla série 19 velkých amerických vojenských průzkumných družic USA s hmotností kolem 13000 kg, která byla používána v letech 1971 - 1986. Big Bird byly určeny ke snímkování zemského povrchu s velkým rozlišením (okolo 60 cm) převážně z nízkých oběžných drah. Mohly manévrovat a mívaly subsatelity, často s dopravou pouzder na Zemi. Oficiálně byly tyto špionážní družice vypouštěny pod krycím označením Ops, nebo USA z kosmodromu Western Test Range. Byly využívány CIA.

## Další údaje
- Big Bird 9 (Ops 7122).startoval 29. října 1974, zanikl v atmosféře 18. března 1975, v katalogu COSPAR označen jako 1974-085A.
- Big Bird 16 (Ops 3123) startoval 18. června 1980 na dráhu 169-265 km, se sklonem 88,9 °, oběžnou dobou 96,5 min; subsatelit družice byl uveden na dráhu 1331-1333 km. V COSPARu byl označen 1980-052A. Zanikl v atmosféře 6. března 1981.
- Big Bird 23 (OPS 0721) byl vypuštěn na podobnou dráhu 20. června 1983.